# Усие
Усие (на македонска литературна норма: Усје) е село в община Кисела вода на Република Македония.

## География
Усие е разположено в Скопската котловина и на практика е квартал на столицата Скопие.

## История
В края на XIX век Усие е българско село в Скопска каза на Османската империя. Според статистиката на Васил Кънчов („Македония. Етнография и статистика“) към 1900 година в Усие живеят 140 българи християни.
В началото на XX век цялото село е под върховенството на Българската екзархия. По данни на секретаря на екзархията Димитър Мишев („La Macédoine et sa Population Chrétienne“) в 1905 година в Усие има 160 българи екзархисти и работи българско училище.
След Междусъюзническата война в 1913 година селото попада в Сърбия.
На етническата си карта от 1927 година Леонард Шулце Йена показва Усия (Usija) като българско християнско село.
На етническата си карта на Северозападна Македония в 1929 година Афанасий Селишчев отбелязва Усия като българско село.
Според преброяването от 2002 година Усие има 845 жители.
| Националност     | Всичко |
| северномакедонци | 830    |
| албанци          | 0      |
| турци            | 1      |
| роми             | 0      |
| власи            | 7      |
| сърби            | 6      |
| бошняци          | 0      |
| други            | 1      |

## Личности
Родени в Усие
- Васил, български революционер, деец на ВМОРО, четник на Васил Аджаларски